# Helicopsyche fusca
Helicopsyche fusca là một loài Trichoptera trong họ Helicopsychidae. Chúng phân bố ở miền Australasia.